# Zelotaea lya
Zelotaea lya is een vlindersoort uit de familie van de prachtvlinders (Riodinidae), onderfamilie Riodininae.
Zelotaea lya werd in 1958 beschreven door Lathy.